# إف سي كوريا
نادي كرة القدم كوريا (باليابانية: Efu Shi Koria) هو نادي كرة قدم ياباني يلعب في دوري كانتو لكرة القدم، أحد دوريات المناطق اليابانية. سيلعب هذا الفريق كممثل لكوريي اليابان في كأس العالم لاتحاد الجمعيات المستقلة لكرة القدم 2018.

## التاريخ
تأسس النادي في العام 1961 باسم زينيتشي تشوزين فوتبول كلوب. في البداية حافظ النادي على علاقته بمنظمة تشونغريون الموالية لكوريا الشمالية في اليابان، حيث جلب النادي المواهب من خلال برنامج جامعة كوريا الرياضي.
بعد قبول زعيم كوريا الشمالية كيم جونغ-إيل اختطاف مواطنين يابانيين في العام 2002، أنهى النادي علاقته مع منظمة تشونغريون واعتمد اسمًا جديدًا هو نادي كرة القدم كوريا، مستخدمًا نطق اسم شبه الجزيرة الكورية بالإنجليزية (انظر أسماء كوريا). اعتمد النادي هوية كورية جامعة من أجل جذب اللاعبين التابعين للجنوب.
في العام 2008، صعد النادي إلى دوري الدرجة الثانية كانتو وفي العام 2010 صعد النادي إلى الدرجة الأولى من الدوري. في حين أعلن النادي نية مشاركته في الدوري، إلا أن ذلك غير ممكن لطلب الاتحاد الآسيوي وجود لاعبين من جنسية محلية بكثرة في الفريق.

### جانب زنيتشي الكوري الدولي
في العام 2015، تأسست رابطة كرة القدم الكورية المتحدة في اليابان وهي منظمة لتعزيز مشاركة الشتات الكوري في كرة القدم على أساس أوسع، مع نية تشكيل فريق زينيتشي لكرة القدم. وقد تحقق ذلك في نوفمبر 2015، عندما انضمت الرابطة إلى منظمة اتحاد الجمعيات المستقلة لكرة القدم التي تهدف إلى تيسير لعب الفرق التي تمثل الدول غير المعترف بها والكيانات الوطنية الفرعية والشعوب عديمة الجنسية في لعب كرة القدم الدولية. يستند الفريق الذي يمثل شعب زينيتشي في المقام الأول حول نادي كرة القدم كوريا. تم اختيار هذا الفريق في وقت لاحق كواحد من إثنا عشر متأهلًا إلى كأس العالم لاتحاد الجمعيات المستقلة لكرة القدم 2016.

## وصلات خارجية
- الموقع الرسمي
- إف سي كوريا  على فيسبوك.
- FC_KOREAعلى تويتر.